# リナ・デ・リグオロ
リナ・デ・リグオロ（Rina De Liguoro、1892年7月24日 - 1966年4月7日）は、イタリアの女優。トスカーナ州フィレンツェ出身。

## 出演作品
- メッサリナ
- クオ・ヴァディス
- ポンペイ最後の日
- ロマンス
- 山猫